# ノウンスペース
ノウンスペース（英: Known Space）は、ラリー・ニーヴンの多くのSF作品に共通する舞台設定である。
各作品中では、人類がノウンスペース（既知空域）とよぶ用語は、一般的に地球近辺のおよそ60光年の範囲の探査済みの恒星、植民済みの惑星その他の集団を指す。また各作品が扱う時代は、人類の初期の太陽系探査から近傍の恒星系群への植民までの数千年にわたる（数十億年前の出来事に言及しているものもある）。

## 概要

### 種族
人類は宇宙探査の過程で、いくつかの高等な地球外生命に遭遇することになる。下記はその一覧である。なお、これらの種族名は大半が「人類側の呼び名」であり、彼ら自身が自らをそう呼ぶ「本当の名」ではないことに注意。本当の名と確認されているのはクジン人・パク人・スリント人である。
クジン人
好戦的で巨大な猫に似たエイリアン。人類と何度か過酷な戦争をすることになる。第一次の戦争時には人類より100年以上進んだ科学を持っており、（人類が光子を用いた反動推進を使用しているころ、クジン人は重力偏向推進を用いていた）人類側は苦戦を強いられた。しかし結局は、超光速航法を入手した人類側の勝利に終わる。なお、これらの戦争については短編集『Man-Kzin Wars 』（ほとんどの作品がニーヴン以外の著者によるもの）の発刊まではほとんど語られることが無かった。
ピアスンのパペッティア人
人類より数百年は技術的に進歩した種族である。三本足、双頭の生物で、群居性草食動物の子孫。極端に臆病なことで知られる一方で、非常に知能が高く、予想される危機に対して長期的な陰謀をめぐらし対処することもしばしば。その強大な商業帝国は多くの株式市場や政府を裏で操っており、特にゼネラル・プロダクツ製の、反物質との衝突以外では絶対に壊れない船殻は作中頻繁に登場する。パペッティアの策略はノウンスペースの多くの大事件に関与している。
アウトサイダー人
液体ヘリウムの体液を持ち、極低温の環境に生きる脆弱なエイリアン。海王星の衛星ネレイドに植民地を持っている（それより内側の天体は彼らには暑すぎて生存に適さず、それより大きな天体は、彼らには重力が強すぎる）。深宇宙にまで旅をし、交易品としてさまざまな情報を売っている。科学技術はパペッティア人さえも凌ぐほど発達しており、人類は超光速航法を彼らから購入し、パペッティア人は無反動推進技術を購入した。彼らは星間種子（スターシード）と秘密のつながりがある。
パク人（プロテクター）
人類と類縁関係にある異星人。人間の老化に伴う様々な現象は、パク人の生涯において重要な役割を果たしていたプロテクターへの変化のなごりである。リングワールドを建設するほど技術的に進んでおり、プロテクターに限れば、知能も極めて高い。但しパク人の数学体系では超光速航法を独自に開発することは不可能だった。
クダトリノ人
クジン人の奴隷種族だったが、人類によって解放された。視覚を持たない生物で、イルカやコウモリと同じく超音波を用いたレーダー感覚でものを「見」る。また、他のクダトリノ人にはレーダー感覚で「見せ」、人類には触れて感じさせ、パペッティア人には舌の触感で感じさせる彫刻を作る。
スリント人（スレイヴァー族）
太古（十五億年前）に絶滅した種族。かつてテレパシーによるマインドコントロールで他の知的種族を奴隷化し、それによって銀河系を支配していた。それゆえノウンスペースではスレイヴァー（奴隷使い）族という通称で呼ばれる。
ところが、すべてを（考えることすら）奴隷任せにした結果、自らの知能を退化させてしまった。最終的には奴隷種族の反乱に合い、反撃して奴隷を全滅させたが、退化した知能では奴隷無しに文明を維持できず、自滅する形で滅びた。
トゥヌクティプ人
スリント人と同時期の小柄な肉食の種族。優れた科学技術、特に生物工学で知られる。スリント人にテレパシーで奴隷にされていたが、後に反旗を翻し、銀河全域に及ぶ闘争の果てに、刺し違えの形で滅んだと思われる。
バンダースナッチ
体重８０ｔに達する、巨大な白いナメクジのような人工生物。元々はトゥヌクティプ人がスリント人の食料源として作り出したもの。それゆえスリント人やトゥヌクティプ人は「ホワイトフード」という直接的過ぎる呼称で呼ぶ。単細胞の生物で、出芽によって増殖し、突然変異を起こさない。実は知的生物で、スリント人に対するスパイの役目を果たした。スリント人のテレパシーを無効化する（トゥヌクティプ人がスリント人に対抗するための罠）能力を持つ。
トリノック人
三個の眼、三本の指、三角形の口を持つ種族。人類がつけた名前 (TRInoc) もこれらの3という特徴に由来する。偏執狂（パラノイア）の傾向がある。
グロッグ
テレパシー能力を持つ、毛皮で覆われた円錐型の生物。そのマインドコントロール能力は、質的にはスリント人すら凌ぐ（スリント人は、知的生物しかコントロールできなかった）。成体は岩などに固着し、テレパシーで生き物を呼び寄せて捕食するが、幼生は遊弋生活をおこなう。後にスリント人の退化した姿、十五億年後の子孫らしきことが判明するが、グロッグたち自身は自らの祖先を知らず、確認はできなかった。テレパシー能力を生かして家畜の管理や異星人との通訳、最高精度の嘘発見器などの仕事をこなす。
火星人
砂の下に生息していた原始的なヒューマノイド。火星では死滅したが、リングワールドの「火星の地図」にはまだ存在する。
ジョトキ
タコ型の知的生物。五片のウナギ型の非知的生物が一個の頭脳として集合する。かつての惑星間帝国の支配者であり、クジン人をボディガードとして徴用していた。しかしクジンは反乱を起こし、自らの帝国建設にジョトキのテクノロジーを利用することとなった。
モーロック
ウンダーランドの穴居性で半知性を持つヒューマノイド。名前はH・G・ウェルズの『タイム・マシン』に登場する地底人に由来する。
ウールー
1メートルほどの昆虫型生物で、長い眼柄をもつ。低重力で高密度の大気を持つ惑星に生息する。彼らはクジンの奴隷となるまでは星を見たことさえなかった。
さらにいくつかの作品では知的生物としてのイルカや数多くの人間の亜種が描かれている。ノウンスペースのほとんどの生物は生化学的に（細胞レベルで）似通っている。これは共通の祖先、すなわちスリント人が食料生産のために多くの惑星で培養していた微生物から進化したためと考えられている。

### 居住可能な天体
ノウンスペースの世界で面白く興味深い点は、人類が入植した天体の多くが、人間にとって必ずしも適している環境ではない、ということである。これらの天体はロボット探査機によって居住可能と判定されたのだが、その判断プログラムのミスが原因だった。そのプログラムは、居住可能な『天体』を発見するものではなく、居住可能な『地点』を発見するものでしかなかったのである。ゆえに探査機の後をコールドスリープ船で追った人類は、苛酷な環境に立ち向かわねばならなくなった。
ダウン
グロッグ（上記参照）の母星。この惑星はグロッグが人類の脅威となった場合に備えて、グロッグを全滅させるべく軌道上にバサード式ラムジェットの宇宙船を周回させてあることで知られる。
ファフニール
人類－クジン戦争の際、人類が捕獲されたクジン人の入植地。ほとんどが水に覆われている。
惑星船団
五つの惑星からなるパペッティア人（上記）の母星。現在は銀河系の中心核の爆発からの放射線による破滅から逃れるため、編隊を組み亜光速で銀河系から脱出するために移動中である。
ホーム星
インディアン座イプシロン星の惑星で、地球から最も遠い入植地だった。パク人との戦争で大量殺戮が行われ、のちに再入植された。
ジンクス星
シリウスを巡る巨大ガス惑星の衛星。1.78Gという高重力のため、住民は『ノウンスペース最強の２足歩行生物』と呼ばれる。潮汐力により惑星に対して常に同じ面を向け、かつ卵形に引き伸ばされている。「東極」と「西極」は真空中に突き出しており、その中間線付近は金星と同じような状態になっている。そこにはバンダースナッチも生息している。この両極端な地域の間に帯状の居住可能地帯がある。 ジンクスの極地は重要な真空産業地帯となっている。
コボルド
人類最初のプロテクターとなったジャック・ブレナンが作った人工天体である。中心の球体の周りにリング状に円環体を配した構成となっている。重力発生装置を利用し、二つのセクション間の移動やゲーム、芸術を実現している。
火星
太陽系の第四惑星で、ノウンスペースで最初に人類の入植が行なわれた場所。土着の火星人は、ブレナンが入植者を守るため絶滅させた。
マウント・ルッキッザット星（プラトー）
くじら座タウ星系にあり、金星によく似た惑星である。星の最高峰である巨大なマウント・ルッキッザット（Mount Lookitthat、すなわち「あれを見ろ」山）の山頂に、カリフォルニア州の半分ほどの面積の山頂平原（プラトー：plateau）があり、そこのみが居住可能である。居住者（高原人）は世襲制の階級、乗員（クルー）と移民（コロニスト）とに厳しく分けられている。これは先祖が植民船のパイロットだったかどうかで決まる。乗員は上流階級であり、臓器移植の独占によって権限を掌握している。初代の移民が、長い航行の乗員たちへの報償としてこのような階級社会を作ることに同意するという惑星着陸の契約にサインしたのである。かれらがコールドスリープから目覚めたとき、武器を突きつけられたうえでサインしたことは、後の世代には秘密にされた。このシステムは作品『地球からの贈り物』でおきる事件により変り、作品『狂気の倫理』の時代までには廃止されることになる。
リングワールド
地球の数百万倍の面積をもつ人工の世界で、中心の恒星を取り囲むように軌道上に建設された巨大なリングをなしている。リングは幅百万マイル、直径が1億9000万マイルある。
シースクロウズ
「天使の鉛筆（エンゼルズ・ペンシル）号」の乗客の人類と、クジン人のテレパスが入植した惑星。
ウォーヘッド
火星と同様の居住不能な天体。クジンの前哨部隊が使用していたが、実験兵器が地殻を数キロメートルの深さの溝として吹き飛ばした。この人工の峡谷に惑星の大気のほとんどが流れ込んだ結果、居住可能な環境が出来上がった。この惑星の名は後にこの峡谷にもとづきキャニヨンと改められ、峡谷の壁面に作られた巨大な都市に人類が居住することになった。
ウィ・メイド・イット
プロキオンを巡る天体。表面重力およそ0.6G。地軸が黄道面を向いている（天王星と同じ）ため、この星の一年の半分は1,500マイル/時の暴風が吹き荒れる。このため人々は地下生活を余儀なくされている。現地人はクラッシュランダー（不時着人）として知られ、この名前は、最初の植民船が不時着したことに由来する。彼らは非常に背が高く、先天性色素欠乏症であることが多い。宇宙船の不時着地点は現在首都となっており、クラッシュランディング・シティと呼ばれる。ウィ・メイド・イットには海もある。
ウンダーランド
ケンタウルス座アルファ星系の居住可能な惑星で、ノウンスペースの人類の歴史では最初の太陽系外の植民星である。
クジン
「ますらおことば（クジン語）」でクジンの故郷、あるいはクジン母星と訳される。クジン星はおおぐま座61番星を巡り、地球より強い重力と、酸素に富む大気をもつ。衛星は二つあり、それぞれ狩人の月、旅人の月として知られる。
これらの星に植民した人々の子孫やベルター（小惑星帯人）と対比して、地球で生まれ育った人々はフラットランダー（平地人）と呼ばれる。
小惑星帯は、SF作品で広大な植民地として描かれることが多いが、ノウンスペースでも同様である。太陽系のものは「ベルト」として、ケンタウルス座アルファ星系のものは「サーペント・ストリーム」として知られる。無重力の環境では正常に妊娠できないため、「ベルト」には回転によって人工重力を作っている出産小惑星がある。
なおノウンスペースの歴史では、冥王星はかつて海王星の衛星の一つだったが、ある事件によって現在の軌道に移ったとされている。（現実にも一時、冥王星は海王星の衛星だったという説が唱えられたが、現在はすでに否定されている）

### テクノロジー
ノウンスペースシリーズでは、話の道具立てとして数々の驚くべき発明品が登場する。
初期の時代を代表するテクノロジーとしてはバサード式ラムジェットや、臓器移植技術（それは臓器の確保を目的とした死刑制度の拡大や、新しい犯罪である臓器密売を引き起こした）などである。後の時代を扱った作品では重力制御、常温超伝導繊維、ハイパードライヴ、絶対に壊れない宇宙船船殻、停滞フィールド、単分子繊維（モノフィラメント：monofilament）、ダイソン球、転移ボックス（惑星の地表面上でのみ使用可能）、長命薬である細胞賦活剤（ブースタースパイス）、離れた場所から脳の快楽中枢を刺激することのできるタスプがある。

### ARM
ARMは国際連合の治安部隊（実質的には警察）である。ARMは「Amalgamation of Regional Militia」の頭文字であった（正確には、ARM（腕）という略語に合わせて正式名称が造語された）が、ノウンスペースの各作品の時代になると死語となっている。ARMの警察権は地球－月系内に限定されている。他の人類の植民地は、それぞれが治安部隊を持っている。にもかかわらず、ノウンスペースの多くの作品でARMの捜査官が他の星系で権力を行使してしまうことがある（「In the Hall of the Mountain King」、「Procrustes」、「中性子星」、「リングワールドの子供たち」を参照）。

## ノウンスペースの作品
多くのフィクションの世界と異なり、ノウンスペースを描く要素のほとんどが様々なSFアンソロジー雑誌の短編として発表された。これらの作品はだいたいの場合、続編が刊行された。つじつまあわせのため、いくつかの短編は後に修正版として再刊されている。ほとんどの作品が日本語に訳され、主にハヤカワ文庫から刊行されたが、その多くは絶版となっている。また文体やテクノロジーの描画でノウンスペースシリーズに非常によく似た作品も多いが、ノウンスペースとは異なる宇宙の物語である（例：「黒い縁取り」、「待ちぼうけ」）。
1970年代中期以降、ラリー・ニーヴンはノウンスペースシリーズをほとんど書かなくなった。彼は『人類－クジン戦争』の注釈で、ノウンスペースが複雑になりすぎてしまったので、書くためのインスピレーションを得るのが難しくなってしまった、と述べている。この時点で彼はノウンスペースシリーズをシェアード・ワールド化したといえる。
ニーヴンはノウンスペースの各作品で、数々のテクノロジーを生み出した（ゼネラル・プロダクツの宇宙船船殻や停滞フィールド、リングワールドの構成物質）。これらとティーラ・ブラウンの遺伝子の組み合わせにより、やがて魅力的な作品を作るのが難しくなってしまった。このような道具立てのため、作品中に現れる脅威とか問題をいかに本物らしく描写するかが非常に難しくなってしまったのである。ニーヴンはこのような状況を『安全欠陥車』で示してみせた。

### ニーヴン自身による作品
| 題名                                                    | 出版年 | 初出                  | 収録書                                      |
| ------------------------------------------------------- | ------ | --------------------- | ------------------------------------------- |
| いちばん寒い場所 (The Coldest Place)                    | 1964年 | イフ                  | 太陽系辺境空域 (Tales of Known Space)       |
| World of Ptavvs                                         | 1965年 | Worlds of Tomorrow    | —                                           |
| One Face                                                | 1965年 | ギャラクシー          | The Shape of Space                          |
| 地獄で立往生 (Becalmed in Hell)                         | 1965年 | F&SF                  | 太陽系辺境空域 / 無常の月                   |
| 並行進化 (Eye of an Octopus)                            | 1966年 | ギャラクシー          | 太陽系辺境空域                              |
| 戦士たち (The Warriors)                                 | 1966年 | イフ                  | 太陽系辺境空域                              |
| 黒い縁取り (Bordered in Black)                          | 1966年 | F&SF                  | The Shape of Space                          |
| 中性子星 (Neutron Star)                                 | 1966年 | イフ                  | 中性子星                                    |
| 英雄（ヒーロー）たちの死 (How the Heroes Die)           | 1966年 | ギャラクシー          | 太陽系辺境空域                              |
| 銀河の<核>へ (At the Core)                              | 1966年 | イフ                  | 中性子星                                    |
| 帝国の遺物 (A Relic of the Empire)                      | 1966年 | イフ                  | 中性子星                                    |
| 穴の底の記録 (At the Bottom of a Hole)                  | 1966年 | ギャラクシー          | 太陽系辺境空域                              |
| ソフト・ウェポン (The Soft Weapon)                      | 1967年 | イフ                  | 中性子星                                    |
| フラットランダー (Flatlander)                           | 1967年 | イフ                  | 中性子星                                    |
| 狂気の倫理 (The Ethics of Madness)                      | 1967年 | イフ                  | 中性子星                                    |
| 安全欠陥車 (Safe at any Speed)                          | 1967年 | F&SF                  | 太陽系辺境空域                              |
| 成年者 (The Adults)                                     | 1967年 | ギャラクシー          | —                                           |
| 恵まれざる者 (The Handicapped)                          | 1967年 | ギャラクシー          | 中性子星                                    |
| ジグゾー・マン (The Jigsaw Man)                         | 1967年 | Dangerous Visions     | 太陽系辺境空域 / 無常の月                   |
| Slowboat Cargo                                          | 1968年 | イフ                  | —                                           |
| 詐欺計画罪 (The Deceivers)                              | 1968年 | ギャラクシー          | 太陽系辺境空域                              |
| グレンデル (Grendel)                                    | 1968年 | (コレクションのみ)    | 中性子星                                    |
| 退き潮 (There is a Tide)                                | 1968年 | ギャラクシー          | 太陽系辺境空域                              |
| プタヴの世界 (World of Ptavvs)                          | 1968年 | （長編）              | —                                           |
| 地球からの贈り物 (A Gift From Earth)                    | 1968年 | （長編）              | —                                           |
| 待ちぼうけ (Wait It Out)                                | 1968年 | Futures Unbounded     | 太陽系辺境空域 / 無常の月                   |
| 快楽による死 (The Organleggers)                         | 1968年 | ギャラクシー          | 不完全な死体                                |
| リングワールド (Ringworld)                              | 1970年 | （長編）              | —                                           |
| 無政府公園（アナーキー・パーク）にて (Cloak of Anarchy) | 1972年 | アナログ              | 太陽系辺境空域                              |
| プロテクター (Protector)                                | 1973年 | （長編）              | —                                           |
| 不完全な死体 (The Defenseless Dead)                     | 1973年 | (コレクションのみ)    | 不完全な死体 (The Long ARM of Gil Hamilton) |
| 太陽系（ソル）辺境空域 (The Borderland of Sol)          | 1974年 | アナログ              | 太陽系辺境空域                              |
| 腕 (ARM)                                                | 1975年 | Epic                  | 不完全な死体                                |
| リングワールドふたたび (The Ringworld Engineers)        | 1980年 | （長編）              | —                                           |
| パッチワーク・ガール (The Patchwork Girl)               | 1980年 | （長編）              | —                                           |
| 狂気の効用 (Madness Has Its Place)                      | 1990年 | (コレクションのみ)    | Man-Kzin Wars III                           |
| Procrustes                                              | 1994年 | (コレクションのみ)    | Crashlander                                 |
| The Woman in Del Rey Crater                             | 1995年 | (コレクションのみ)    | Flatlander                                  |
| <夜行人種>の歌 (Song of the Night People)               | 1995年 | (アンソロジーに収録） | 死の姉妹 (Sister of the Night)              |
| リングワールドの玉座 (The Ringworld Throne)             | 1996年 | （長編）              | —                                           |
| Choosing Names                                          | 1998年 | (コレクションのみ)    | Man-Kzin Wars VIII                          |
| Fly - By - Night                                        | 2002年 | (コレクションのみ)    | Man-Kzin Wars IX                            |
| リングワールドの子供たち (Ringworld's Children)         | 2004年 | （長編）              | —                                           |

#### 補足
1. ↑  追記の上、1968年に長編として再発表された。
2. ↑  「SFマガジン」1988年10月号掲載。
3. ↑  後にまんが宇宙大作戦のエピソード「過去から来た新兵器（THE SLAVER WEAPON）」として翻案された（ニーヴン自身が脚本を担当）。
4. ↑  「SFマガジン」1967年12月号・68年1月号掲載。
5. ↑  追記の上、1973年に『プロテクター』("Protector") として再発表された。
6. ↑  追記の上、1968年に『地球からの贈り物』("A Gift From Earth") として再発表された。
7. ↑  後に"Intent to Deceive"と改題。
8. ↑  後に"Death by Ecstasy"と改題。
9. ↑  「SFマガジン」1990年10月号掲載。
10. ↑  追記の上、1996年に『リングワールドの玉座』("The Ringworld Throne") として再発表された。

註：『不完全な死体』と『パッチワーク・ガール』は創元推理文庫、他はハヤカワ文庫より刊行。

### Edward M. Lernerとの共著
パペッティア人の惑星星団を主な舞台にし、『リングワールド』の前および『リングワールドの子供たち』の後の時代において、
ノウンスペース他作品で登場したシグムンド・アウスファラー、パペッティア人のネサス、パペッティア人の至後者、ルイス・ウー、アリス・ジョーダンなどが活躍する『リングワールド・コンパニオン・シリーズ』。未訳。
| 題名                | 出版年 | 初出     | 収録書 |
| ------------------- | ------ | -------- | ------ |
| Fleet of Worlds     | 2007年 | （長編） | —      |
| Juggler of Worlds   | 2008年 | （長編） | —      |
| Destroyer of Worlds | 2009年 | （長編） | —      |
| Betrayer of Worlds  | 2010年 | （長編） | —      |
| Fate of Worlds      | 2012年 | （長編） | —      |

### 人類－クジン戦争
| 題名                                           | 出版年 | 収録書             | 著者                                                          |
| ---------------------------------------------- | ------ | ------------------ | ------------------------------------------------------------- |
| Iron                                           | 1988年 | Man-Kzin Wars      | ポール・アンダースン                                          |
| Cathouse                                       | 1988年 | Man-Kzin Wars      | ディーン・イン（Dean Ing）                                    |
| Briar Patch                                    | 1989年 | Man-Kzin Wars II   | ディーン・イン                                                |
| The Children's Hour                            | 1989年 | Man-Kzin Wars II   | ジェリー・パーネルとS・M・スターリング（S.M. Stirling）の共著 |
| The Asteroid Queen                             | 1990年 | Man-Kzin Wars III  | ジェリー・パーネルとS・M・スターリングの共著                  |
| Inconstant Star                                | 1990年 | Man-Kzin Wars III  | ポール・アンダースン                                          |
| The Survivor                                   | 1991年 | Man-Kzin Wars IV   | ドナルド・キングスバリー（Donald Kingsbury）                  |
| The Man Who Would Be Kzin                      | 1991年 | Man-Kzin Wars IV   | グレッグ・ベアとS・M・スターリングの共著                      |
| In The Hall Of The Mountain King               | 1992年 | Man-Kzin Wars V    | ジェリー・パーネルとS・M・スターリングの共著                  |
| Hey Diddle Diddle                              | 1992年 | Man-Kzin Wars V    | トーマス・T・トーマス（Thomas T. Thomas）                     |
| The Heroic Myth Of Lieutenant Nora Argamentine | 1994年 | Man-Kzin Wars VI   | ドナルド・キングスバリー                                      |
| The Trojan Cat                                 | 1994年 | Man-Kzin Wars VI   | マーク・O・マーティンとグレゴリー・ベンフォードの共著         |
| The Colonel's Tiger                            | 1995年 | Man-Kzin Wars VII  | ハル・コレバッチ（Hal Gibson Pateshall Colebatch）            |
| A Darker Geometry                              | 1995年 | Man-Kzin Wars VII  | マーク・O・マーティンとグレゴリー・ベンフォードの共著         |
| Prisoner Of War                                | 1995年 | Man-Kzin Wars VII  | ポール・チェーフ（Paul Chafe）                                |
| Telepath's Dance                               | 1998年 | Man-Kzin Wars VIII | ハル・コレバッチ                                              |
| Galley Slave                                   | 1998年 | Man-Kzin Wars VIII | ジーン・ラム（Jean Lamb）                                     |
| Jotok                                          | 1998年 | Man-Kzin Wars VIII | ポール・チェーフ                                              |
| Slowboat Nightmare                             | 1998年 | Man-Kzin Wars VIII | ウォーレン・W・ジェームス（Warren W. James）                  |
| Pele                                           | 2002年 | Man-Kzin Wars IX   | ポール・アンダースン                                          |
| His Sergeant's Honor                           | 2002年 | Man-Kzin Wars IX   | ハル・コレバッチ                                              |
| One War For Wunderland                         | 2003年 | Man-Kzin Wars X    | ハル・コレバッチ                                              |
| The Corporal In The Caves                      | 2003年 | Man-Kzin Wars X    | ハル・コレバッチ                                              |
| Music Box                                      | 2003年 | Man-Kzin Wars X    | ハル・コレバッチ                                              |
| Peter Robinson                                 | 2003年 | Man-Kzin Wars X    | ハル・コレバッチ                                              |
| Destiny's Forge                                | 2006年 | Destiny's Forge    | ポール・チェーフ                                              |

## 遊園地
ニーヴンは自分のフィクションのことを"遊園地の遊具"と例えている。これは作品中の様々な出来事についてファンが空想したり考えたりするのを助けるためのものということである。実際に様々な議論が行なわれている。
例えばリングワールドは誰が建設したかということについてである。これまではパク人（プロテクター）とアウトサイダー人が最有力候補だった。『リングワールドの子供たち』にはひとつの最終解答が示されている。
他にも、トゥヌクティプ人に何が起こったのか、などである。
ノウンスペースシリーズの“最終”作品（題名："Down in Flames" ）の草稿が公開されており、トゥヌクティプ人についての新事実が論争を呼んでいる。しかしこれらの内容は既刊の『リングワールド』によって、すでに古い内容であると考えてよいだろう。